# Trosraaigras
Trosraaigras of festulolium (Festulolium loliaceum) is de vrij zeldzame hybride tussen beemdlangbloem {Festuca pratensis) en Engels raaigras (Lolium perenne), die tot het geslacht ×Festulolium behoort. Het is een overblijvende plant. De soort komt van nature voor in Europa.
De plant wordt 30-100 cm hoog en vormt losse pollen.
Trosraaigras bloeit vanaf juni tot in augustus. De bloeiwijze is een aar of tros. Aan de voet van de bloeiwijze zitten soms een of enkele korte zijaren. Alleen de onderste aartjes hebben en steeltje. Het bovenste kelkkafje is 5-8 mm lang en heeft drie tot vijf nerven. Het onderste kelkkafje is 1-4 mm korter.
De vrucht is een graanvrucht. 
Trosraaigras komt voor op vochtige, voedselrijke grond in grasland en langs waterkanten.

## Rassen
Op de Aanbevelende Rassenlijst voor landbouwgewassen 2022 zijn 5 rassen opgenomen.

### Rraaigrastype
Kruising van beemdlangbloem met Engels raaigras of Italiaans raaigras
- Achilles Kweker: DLF A/S, Roskilde (DK)
- Festilo Kweker: ILVO - Plant, Melle (B)
- Hostyn Kweker: DLF A/S, Roskilde (DK)

### Rietzwenkgrastype
Kruising van rietzwenkgras met Engels raaigras
- Hipast Kweker: DLF A/S, Roskilde (DK)
- Lukida Kweker: DLF A/S, Roskilde (DK)